# アメリカ国防脅威削減局
アメリカ国防脅威削減局（アメリカこくぼうきょういさくげんきょく、 英: Defence Threat Reduction Agency, DTRA ）は、核兵器や化学兵器や生物兵器や高性能爆薬などの大量破壊兵器 （WMD）を発見・除去し、物理的・心理的な恐怖を削減することを目的とした国防総省の内局である。

## 組織
- 国防脅威削減局長官
- 国防脅威削減局副長官
  - 法律顧問
  - 監察総監
  - 議会対策室
  - 広報室
  - 研究開発準部長
    - 化学・生物兵器技術担当部長
    - 核兵器技術担当部長
    - 大量破壊兵器対策技術担当部長
    - システムエンジニアリング技術担当部長

  - 運用準部長
    - 戦闘支援担当部長
    - 査察担当部長
    - 協同脅威削減担当部長

  - 業務準部長
  - 保安・防諜部長
    - 運用課
    - サイバーセキュリティ課
    - 諜報課
    - 保安課
    - 計画・政策・資源課
- 先進システム構想局（ASCO）
  - 科学技術構想部
  - 戦略・政策研究課
  - 軍事運用課
  - 脅威削減諮問委員会事務局
- 脅威削減諮問委員会（TRAC）
- 国防核兵器学校（DNWS）
- 国防脅威削減情報分析センター（DTRIAC）